# Julia Glushko
Julia Glushko (Artemivsk, 4 de enero de 1990) es una extenista israelí, nacida en Ucrania.
Glushko ha ganado 11 títulos individuales y ocho de dobles en la ITF en su carrera. En junio de 2014, alcanzó su mejor ranking de la WTA, el número 79 mundial tras jugar una final de un WTA 125ks. El 4 de noviembre de 2013, alcanzó el puesto número 109 del mundo en el ranking de dobles.
Llegó a ser número uno del mundo junior en 2010 y ha sido durante una década una de las jugadoras más destacadas de Israel juntamente con Shahar Pe'er.

## Títulos 125s 0 (0;0)

### Individual (0)
| Resultado   | N.º | Fecha                   | Torneo                   | Superficie | Compañera               | Oponentes                            | Resultado        |
| ----------- | --- | ----------------------- | ------------------------ | ---------- | ----------------------- | ------------------------------------ | ---------------- |
| Subcampeona | 1.  | 11 de noviembre de 2012 | Royal Indian Open, India | Dura       | Noppawan Lertcheewakarn | Nina Bratchikova Oksana Kalashnikova | 0-6, 6-4, [6-10] |

## Títulos ITF 16 (8;8)

### Individual (8)
| Torneos de $100,000 |
| Torneos de $75,000  |
| Torneos de $50,000  |
| Torneos de $25,000  |
| Torneos de $10,000  |

| Resultado   | N.º | Fecha                   | Torneo                                          | Superficie | Oponentes                | Resultado          |
| ----------- | --- | ----------------------- | ----------------------------------------------- | ---------- | ------------------------ | ------------------ |
| Campeona    | 1.  | 11 de noviembre de 2007 | Mallorca, España                                | Arcilla    | Diana Buzean             | 6-0, 6-0           |
| Campeona    | 2.  | 30 de mayo de 2010      | Ra'anana, Israel                                | Dura       | Keren Shlomo             | 6-1, 6-3           |
| Campeona    | 3.  | 24 de octubre de 2010   | Akko, Israel                                    | Dura       | Julia Kimmelmann         | 6-2, 6-2           |
| Campeona    | 4.  | 7 de noviembre de 2010  | Kalgoorlie, Australia                           | Dura       | Isabella Holanda         | 6-1, 6-2           |
| Campeona    | 5.  | 28 de noviembre de 2010 | Traralgon, Australia                            | Dura       | Sacha Jones              | 2-6, 7-5, 7-6(7-4) |
| Subcampeona | 6.  | 15 de julio de 2012     | Waterloo, Canadá                                | Arcilla    | Sharon Fichman           | 3-6, 2-6           |
| Campeona    | 7.  | 29 de julio de 2012     | Lexington, Estados Unidos                       | Dura       | Johanna Konta            | 6-3, 6-0           |
| Campeona    | 8.  | 24 de marzo de 2013     | Innisbrook Resort and Golf Club, Estados Unidos | Arcilla    | Patricia Mayr-Achleitner | 2-6, 6-0, 6-4      |
| Campeona    | 9.  | 7 de julio de 2013      | Waterloo, Canadá                                | Arcilla    | Gabriela Dabrowski       | 6-1, 6-3           |